# Eryx tataricus
Eryx tataricus là một loài rắn trong họ Boidae. Loài này được Lichtenstein mô tả khoa học đầu tiên năm 1823.